# Ommatobotys ommatalis
Ommatobotys ommatalis là một loài bướm đêm trong họ Crambidae.